# Ункафов куп нација 1997.
Ункафов куп нација 1997. био је четврти по реду Ункафов Куп нација, првенство Централне Америке за фудбалске тимове мушких националних савеза. Организовао га Фудбалски савез Централне Америке (УНКАФ), а одржан је у Гватемали од 16. до 27. априла 1997. године.
Тим Костарике, који је водио Хорасио Кордеро, повратио је титулу шампиона Централне Америке без изгубљене утакмице. Вилмер Веласкез из екипе Хондураса био је најбољи стрелац турнира са 6 постигнутих голова. Костарика, Гватемала и Салвадор су се квалификовали за Златни куп Конкакафа 1998, док је Хондурас касније добио позив од Конкакафа да учествује на поменутом турниру.

## Прелиминарно коло
| Панама            | 1 : 1 | Белизе         |
| ----------------- | ----- | -------------- |
| Нефтали Дијаз 69’ |       | Џозеф Прат 78’ |

| Белизе | 0 : 1 | Панама              |
| ------ | ----- | ------------------- |
|        |       | Патрицио Гевара 13’ |

## Стадион
| Гватемала |                   |
| Гватемала | Гватемала         |
| --------- | ----------------- |
| Гватемала | Доротео Флорес    |
| Гватемала | Капацитет: 26.000 |
| Гватемала |                   |

## Групна фаза

### Група А
| Pos | Тим       | О | П | Н | И | ГД | ГП | ГР | Бод. | Qualification                   |
| --- | --------- | - | - | - | - | -- | -- | -- | ---- | ------------------------------- |
| 1   | Гватемала | 2 | 1 | 1 | 0 | 7  | 2  | +5 | 4    | Квалификовали се за финални део |
| 2   | Костарика | 2 | 1 | 1 | 0 | 6  | 2  | +4 | 4    | Квалификовали се за финални део |
| 3   | Никарагва | 2 | 0 | 0 | 2 | 2  | 11 | −9 | 0    |                                 |

| Гватемала            | 1 : 1 | Костарика       |
| -------------------- | ----- | --------------- |
| Хуан Карлос Плата 7’ |       | Алан Овиедо 43’ |

| Костарика                                                              | 5 : 1 | Никарагва         |
| ---------------------------------------------------------------------- | ----- | ----------------- |
| Луис Дијего Арнаез 13’ · Оскар Рамирез 18’, 42’, 48’ · Алан Овиедо 39’ |       | Дејвид Тејлор 55’ |

| Гватемала | 6 : 1 | Никарагва               |
| --- | ----- | ----------------------- |
| Мартин Махон 2’ · Хуан Карлос Плата 5’, 40’ (пен.) · Едвин Вестфал 13’ · Хуан Мануел Фунес 63’ · Оскар Самајоа 75’ |       | Хосе Мариа Бермудез 31’ |

### Група Б
| Pos | Тим      | О | П | Н | И | ГД | ГП | ГР | Бод. | Qualification                   |
| --- | -------- | - | - | - | - | -- | -- | -- | ---- | ------------------------------- |
| 1   | Хондурас | 2 | 2 | 0 | 0 | 8  | 0  | +8 | 6    | Квалификовали се за финални део |
| 2   | Салвадор | 2 | 1 | 0 | 1 | 2  | 3  | −1 | 3    | Квалификовали се за финални део |
| 3   | Панама   | 2 | 0 | 0 | 2 | 0  | 7  | −7 | 0    |                                 |

| Хондурас                                                    | 5 : 0 | Панама |
| ----------------------------------------------------------- | ----- | ------ |
| Вилмер Веласкез 1’, 11’, 16’, 45’ (пен.) · Амадо Гевара 73’ |       |        |

| Хондурас                                          | 3 : 0 | Салвадор |
| ------------------------------------------------- | ----- | -------- |
| Вилмер Веласкез 4’, 25’ (пен.) · Милтон Нуњез 78’ |       |          |

| Салвадор                                    | 2 : 0 | Панама |
| ------------------------------------------- | ----- | ------ |
| Елиас Бладимир Монтес 63’ · Валдир Гера 77’ |       |        |

## Финална фаза
| Pos | Тим       | О | П | Н | И | ГД | ГП | ГР | Бод. | Status         |
| --- | --------- | - | - | - | - | -- | -- | -- | ---- | -------------- |
| 1   | Костарика | 3 | 2 | 1 | 0 | 6  | 1  | +5 | 7    | Шампион        |
| 2   | Гватемала | 3 | 2 | 1 | 0 | 3  | 1  | +2 | 7    | другопласирани |
| 3   | Салвадор  | 3 | 0 | 1 | 2 | 0  | 2  | −2 | 1    | треће место    |
| 4   | Хондурас  | 3 | 0 | 1 | 2 | 0  | 5  | −5 | 1    |                |

| Хондурас | 0 : 4 | Костарика                                      |
| -------- | ----- | ---------------------------------------------- |
|          |       | Роландо Фонсека 5’, 8’, 71’ · Вилмер Лопез 44’ |

| Гватемала             | 1 : 0 | Салвадор |
| --------------------- | ----- | -------- |
| Хуан Мануел Фунес 55’ |       |          |

| Гватемала             | 1 : 0 | Хондурас |
| --------------------- | ----- | -------- |
| Хуан Карлос Плата 50’ |       |          |

| Костарика              | 1 : 0 | Салвадор |
| ---------------------- | ----- | -------- |
| Луис Дијего Арнаез 72’ |       |          |

| Хондурас | 0 : 0 | Салвадор |
| -------- | ----- | -------- |
|          |       |          |

| Костарика          | 1 : 1 | Гватемала             |
| ------------------ | ----- | --------------------- |
| Роландо Фонсека 2’ |       | Хуан Мануел Фунес 87’ |

## Достигнућа
| Најбољи играч | Победник Ункафовог купа нација 1997. Костарика 2° титула | Најбољи стрелац Вилмер Веласкез (6 голова) |

- Костарика,  Гватемала и  Салвадор су се аутоматски квалификовали за Конкакафов златни куп 1998..[1]